# 金陵女子大学
金陵女子大學位于于今江苏省南京市，是中國第一所女子大學。

## 歷史
1913年，美國教會美北長老會、美以美會、监理会、美北浸禮會和基督会决定在長江流域联合創辦一所女子大學，11月13日，组成校董会，选定南京为校址所在地。1915年，金陵女子大學在南京東南繡花巷李鸿章花园旧址開學。首任校長德本康夫人（Mrs Laurence Thurston）。
1919年，首屆5位學生畢業，學位以金陵大學名義授予，這是第一屆在中國高等學校中獲得學士學位的女大學生。 

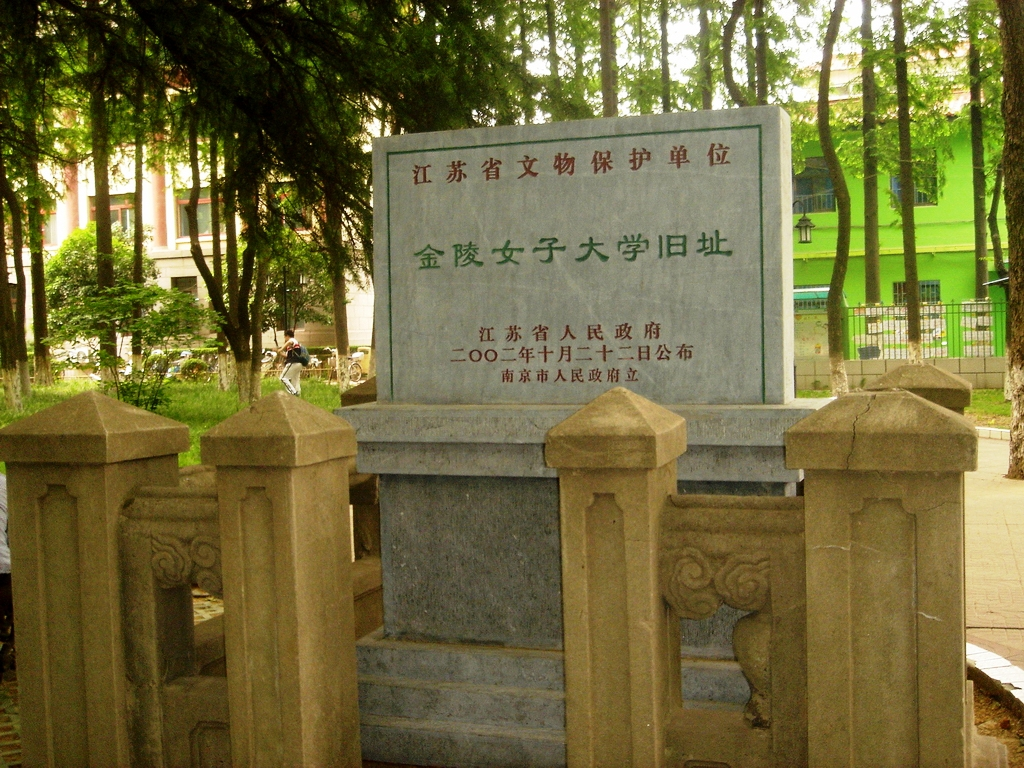
南京师范大学随园校区内的金陵女子大学旧址纪念碑。碑上第一行写的是江苏省文物保护单位，2006年已经成为中国的全国重点文物保护单位。

1923年7月移至隨園永久校址，这是一个漂亮的中国古典宫殿式建筑群，聘请美国建筑师亨利·墨菲设计。
1927年後，校務由美國人轉交中國人。1928年，徐亦蓁被推選為董事會長，吳貽芳擔任校長。1930年在國民政府教育部立案，更名金陵女子文理學院。
1937年，抗戰爆发，金陵女子文理學院遷至四川成都城南的華西壩，和几所教会大学一起，借用华西协合大学的校园。直到1946年才返回南京。留校的魏特琳，利用校园，保护了大批中国妇女免遭日軍暴行。
国民政府迁台后，在香港金陵女子大学作为13所国民政府迁台前存在的基督教教会大学之一，被并入香港崇基学院，后者于1963年，加入成为香港中文大学。
1951年，私立金陵女子文理學院和私立金陵大學被合併為公立金陵大學，1952年院系調整時金陵大學被撤销，原金陵女子文理學院和國立中央大学1949年改名而來的南京大学的師範學院合組為南京師範學院（1984年改名南京師範大學），校址设在原金陵女子大學的校园内。在南師最初的150名教职工中，原金女大教职工占了三分之一。
1980年代，吳貽芳推動金陵女子學院復校；1987年3月，依託南京師範大學正式成立金陵女子學院。
金陵女子大学在台灣的校友於1956年在台灣台北縣三重鎮（今新北市三重區）成立金陵女子高級中學。

## 歷任校長
金陵女子大學

德本康夫人（Mrs Laurence Thurston），1915-1928

魏特琳(Wilhelmina   Minnie Vautrin)，1919-1922(代理)

吳貽芳，1928-1930

金陵女子文理學院

吳貽芳，1930-1951

## 概況
金女大辦學中設置過16個四年級學科，包括中文、英語、歷史、社會、音樂、體育、化學、生物、家政以及醫學專科等，在國內外享有聲譽。從1919年到1951年，畢業人數為999人，人稱999朵玫瑰。

## 校园建筑

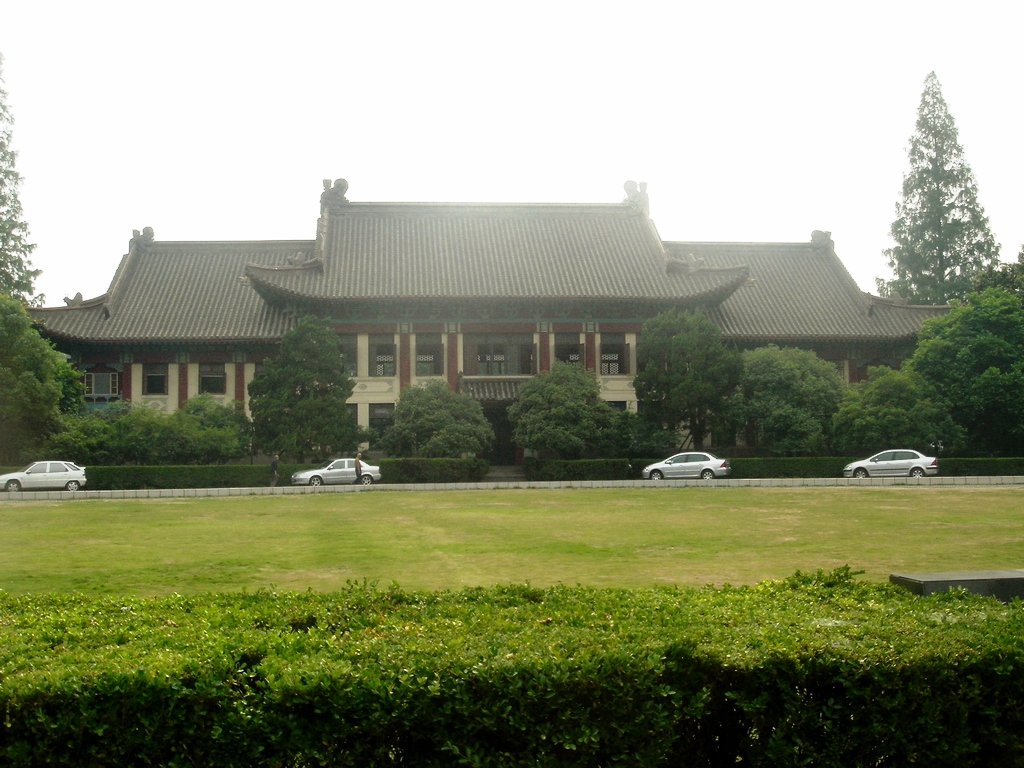
金陵女子大学100号楼

金陵女子大学1915年开学时设在南京绣花巷，此后校长德本康夫人筹划在宁海路随园一带建造新校园。随园金陵女子大学建筑群由美国建筑师亨利·墨菲规划设计，中国建筑师吕彦直设计，陈明记营造厂承建。1922年开工建设，到1923年校舍落成，金女大迁入，此时完成了6幢宮殿式的建筑：100号（中大楼、会议楼，1431平方米）、200号（科学馆，1541平方米）、300号（文学馆，1492平方米）、400号—600号（3幢学生宿舍，400号楼、500号楼、600号楼，共3450.54平方米）。1924年，又建成了一幢学生宿舍（700号楼，1150.18平方公尺）。1934年，建造了图书馆（1397平方米）、大礼堂（1444平方米）。1952年原金陵女子大学和南京大学师范学院合并成为南京师范学院，金陵女子大学随园成为南京师范大学校园。
随园按东西向的轴线对称布局，入口采用林荫道加强空间的纵深感，主体建筑物以大草坪为中心，对称布置，100号楼后面设计了1个以人工湖为中心的花园，中轴线的西端结束于丘陵（西山）制高点的中式楼阁。建筑造型采用中国传统宫殿式建筑风格，建筑材料和结构采用西方钢筋混凝上结构，建筑物之间以中国古典式外廊相连接，为中西合璧的东方建筑群。被称为“东方最美丽的校园”。

## 校訓
金陵女子大學校訓：厚生
（“厚生”涵義：“人生的目的不光是為了自己活著，而是要用自己的智慧和能力來幫助他人和社會，這樣不但有益於別人，自己的生命也因之而更加豐滿” ——吳貽芳）

### 引用
1. ↑  任玉瑛. . 建筑科学与工程. 2019-04-17  [2021-04-15]. （原始内容存档于2021-04-15）.